# シャンティイ城

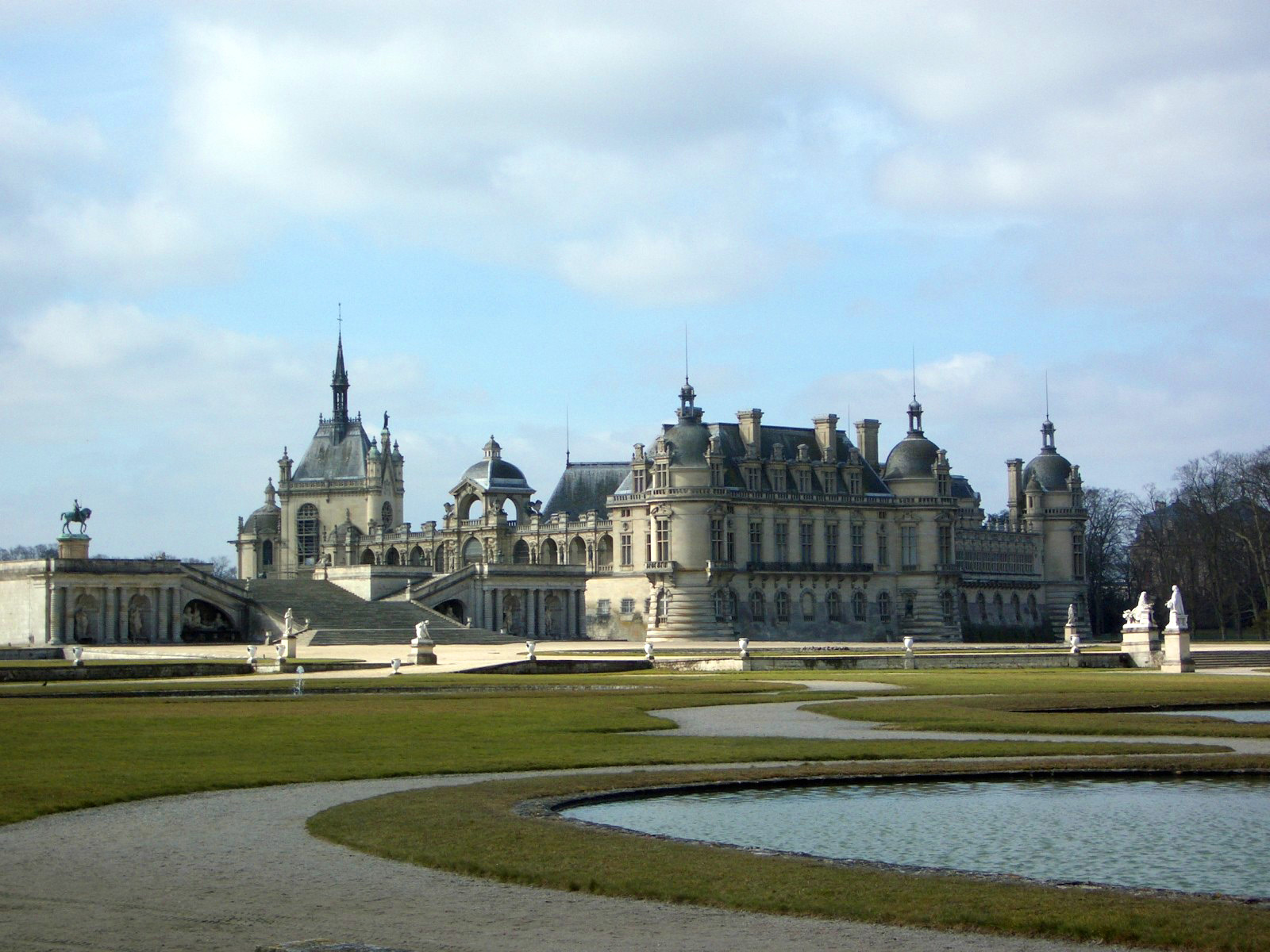
シャンティイ城

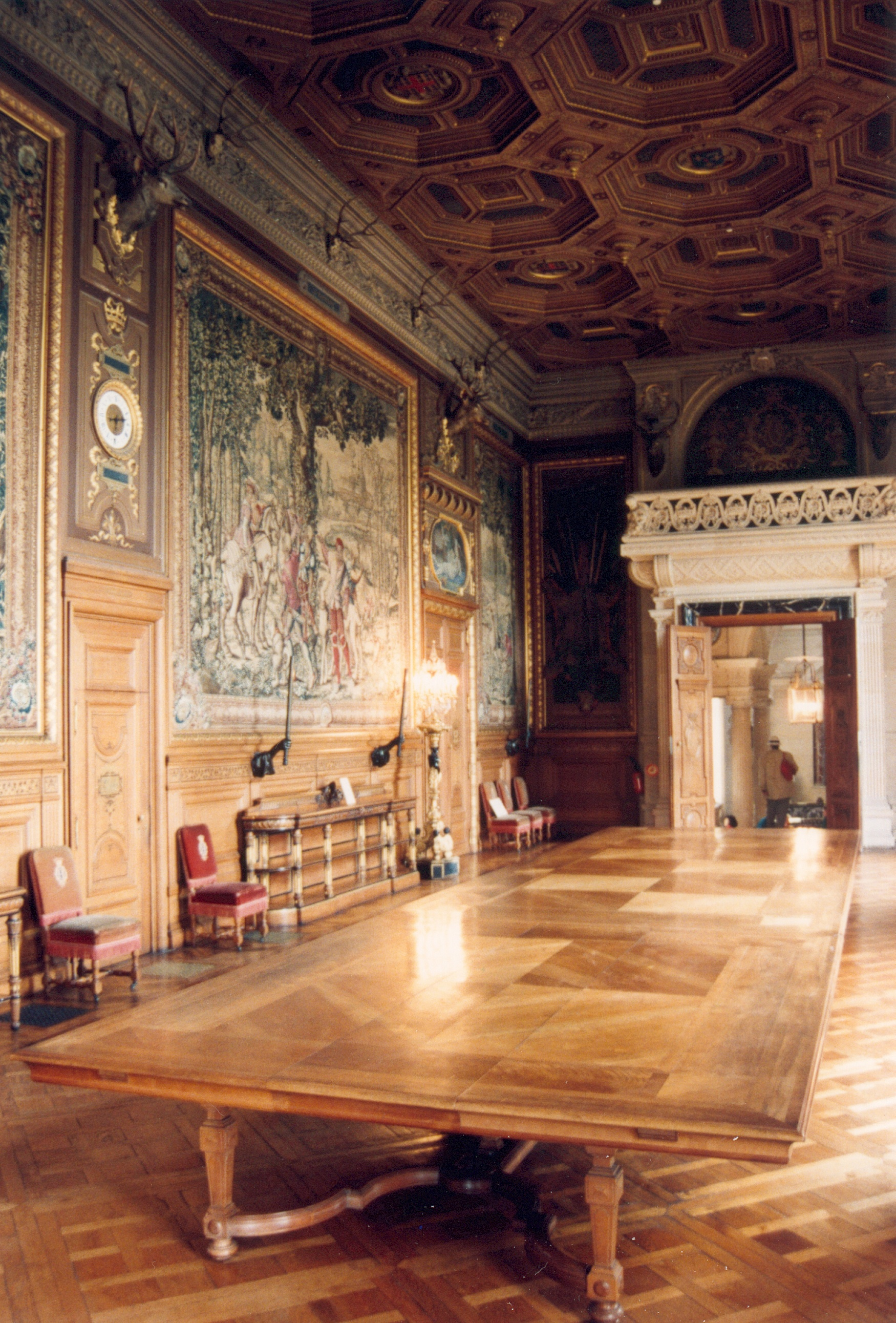

シャンティイ城（フランス語名:Château de Chantilly）はフランス、パリ近郊シャンティイ市にあるルネサンス時代の建造物である。

## 概説
構造は大きく分けて「グラン・シャトー」と「プチ・シャトー」の2つから成っている。「グラン・シャトー」はフランス革命期に最初の建物が破壊された後、1870年代に七月王政期の国王ルイ・フィリップ5男で同城相続人だったオマール公アンリ・ドルレアンによって再建されたものである。「プチ・シャトー」は1560年頃、アンヌ・ド・モンモランシーのために建てられたものである。
1772年から1774年にかけて、コンデ公ルイ5世ジョゼフが城内に造らせた「ル・アモー・ドゥ・シャンティイ」(Le hameau de Chantilly) は、シノワズリ様式に触発されたイギリス式庭園で、今日では"アングロ＝シノワ庭園"と呼ばれている。王妃マリー・アントワネットが「ル・アモー・ドゥ・ラ・レーヌ」（王妃の村里）を造成する際のモデルとなったことで知られている。
現在、内部に結婚式場があり現在も使用されている。なお、この城は姫路城と姉妹協定を結んでいる。2006年度の年間入場者数は国内および国外から合計約60万人で姫路城（約75万人）と比べてやや少なくなっている。